# Pacifico (chanteur)
Pour les articles homonymes, voir Pacifico (homonymie).
Pacifico (né Luigi De Crescenzo le 5 mars 1964) est un chanteur italien.

## Biographie
Né à Milan en 1964, Luigi De Crescenzo est le fils d'un père napolitain et d'une mère originaire de Salerne. À 16 ans, il forme son premier groupe La Goccia. Après avoir obtenu un diplôme en sciences politiques et diverses expériences dans le domaine du rock et du jazz , il forme en 1989 avec Luca Gemma Rossomaltese, un groupe dans lequel il est compositeur et guitariste. Après la dissolution du groupe, il collabore avec la réalisatrice Roberta Torre, en composant la musique du film South Side Story et la musique de scène de la pièce Invece che all'una alle due.
En 2000, De Crescenzo adopte le nom de scène « Pacifico » et fait ses débuts discographiques en solo en 2001 avec un album du même nom, salué par la critique avec lequel il remporte le prix Tenco de la meilleure première œuvre. En 2004, il participe au Festival de Sanremo, avec la chanson Solo un sogno. Au cours des années suivantes, il alterne son activité d'auteur-compositeur-interprète en première partie des concerts de Kings of Convenience et Luca Carboni entre autres, avec celle de compositeur, collaborant notamment avec Adriano Celentano, Andrea Bocelli , Gianna Nannini , Marco Mengoni , Antonello Venditti , Malika Ayane , Zucchero et Ornella Vanoni
.
En 2003, sa participation à la bande originale du film Souviens-toi de moi (Ricordati di me) de Gabriele Muccino, lui vaut une nomination aux Nastri d'Argento pour la meilleure chanson originale (Ricordati di me).
Il retourne à Sanremo pour la deuxième fois en 2018 avec la chanson Imparare ad amarsi, avec Ornella Vanoni et Bungaro, finissant à la cinquième place. En 2019, il sort son sixième album  Bastasse il cielo.

## Discographie

### Album
- 2001 : Pacifico
- 2004 : Musica leggera
- 2006 : Dolci frutti tropicali
- 2009 : Dentro ogni casa
- 2012 : Una voce non basta
- 2019 : Bastasse il cielo

### EP
- 2013 : In cosa credi